# 2008년 LG 트윈스 시즌
2008년 LG 트윈스 시즌은 LG 트윈스가 KBO 리그에 참가한 19번째 시즌이며, MBC 청룡 시절까지 합하면 27번째 시즌이다. 김재박 감독이 팀을 이끈 2번째 시즌이며, 이종열이 주장을 맡았다. 팀은 봉중근 옥스프링 외엔 믿을만한 투수가 없었고 취약한 타선 탓인지 8팀 중 정규시즌 최하위에 그치며 6년 연속 포스트시즌 진출 실패했고(시즌 성적은 46승 80패로 초라한 기록했으나 666858로 늘려났다.) 이 과정에서 창단 후 처음으로 모기업 감사팀으로부터 내부 감사를 받았으며 시즌 막판 김연중 단장이 옷을 벗은 데다 김영수 사장도 시즌 후 사의를 표명했다. 게다가 양상문은 팀성적으로 쫄딱 초라하게 망신 당하고 또 떨어져서 옷을 벗었다.

## 타이틀
- 베이징 올림픽 금메달: 봉중근
- 베이징 올림픽 대륙별 플레이오프 2위: 우규민, 조인성
- 제일화재 프로야구대상 기량발전상: 안치용
- 스포츠토토 올해의 성취상: 안치용
- 마이데일리 선정 역대 FA 몸값 총액별 포지션 베스트: 조인성 (포수)
- 고대신문 선정 고려대학교 역대 올스타: 이상훈 (투수), 박용택 (좌익수)
- 올스타 선발: 조인성 (포수)
- 올스타전 추천선수: 봉중근, 박경수
- 컴투스프로야구2022 타이틀홀더 라인업: 봉중근 (선발투수)
- 컴투스프로야구 선정 해설위원 전성기 라인업: 안치용
- 출장(타자): 이대형 (126)
- 출장(야수): 이대형 (126)
- 선발 출전(야수): 이대형 (126)
- 수비이닝: 이대형 (1091.1)
- 타석: 이대형 (574)
- 실질타석: 이대형 (564)
- 타수: 이대형 (523)
- 도루: 이대형 (63)
- 희생타: 박경수 (23)
- 이닝: 봉중근 (186.1)
- 상대한 타자 수: 봉중근, 옥스프링 (767)
- 투구 수: 봉중근 (2958)
- 경기 당 투구 수: 봉중근 (105.6)
- 견제 아웃: 봉중근 (6)

### 퓨처스리그
- 선수협 올해의 2군 선수상: 이병규
- 퓨처스 올스타: 장진용, 김태군, 김용의, 김준호
- 3루타: 박가람 (7)

## 선수단
- 선발투수: 봉중근, 옥스프링, 심수창, 최원호, 장진용, 박명환, 브라운
- 구원투수: 경헌호, 정재복, 오상민, 이범준, 김회권, 우규민, 정찬헌, 이재영, 박석진, 김수형, 김재현, 김민기, 류택현, 이승호
- 마무리투수: 송현우, 최유건, 김광수
- 포수: 김정민, 조인성, 서성종, 김태군
- 1루수: 페타지니, 최동수
- 2루수: 박경수, 서건창, 채종국
- 유격수: 권용관, 박용근
- 3루수: 김상현, 김태완, 이종열, 김용의
- 좌익수: 박용택, 임도현, 이병규, 정의윤
- 중견수: 이대형
- 우익수: 안치용, 손인호, 김준호, 이성열, 오태근
- 지명타자: 서동욱, 김광삼, 김용우

## 특이 사항
- 김광삼은 부상으로 인해 투수에서 외야수로 전향했다. 다만 무주공산이던 우익수 자리를 안치용이 차지하면서 주전으로 나오지는 못했다.
- 이대형은 전반기 449타석 410타수로 KBO 리그 단일 시즌 전반기 최다 기록을 세웠다.
- 이대형은 순장타율 0.017, 장타율/타율 1.064, 장타 7개로 규정 타석 충족 타자 중 KBO 리그 역대 단일 시즌 최저, 최소 기록을 세웠다.
- 팀 역사상 최저승률(0.365)과 최다패(80)를 기록했다.
- 박석진은 이 시즌을 끝으로 은퇴하여 KBO 리그 통산 1000이닝 미만 투수 중 통산 최다 사구(95) 허용 기록을 세웠다.
- 정재복은 KBO 리그 사상 최초로 단일 시즌 10패 10홀드 10세이브를 기록했다.

## 같이 보기
- 2009년 LG 트윈스 시즌